# Museo de la Universidad Nacional de Tres de Febrero
El Museo de la Universidad Nacional Tres de Febrero (MUNTREF) es el museo dedicado al arte contemporáneo de dicha universidad que funciona en varias sedes. Su objetivo es construir "un espacio abierto para las artes y al servicio de la comunidad" Bajo el lema "Arte para Todos" el museo ofrece una vasta agenda de actividades a la comunidad, como visitas guiadas a escuelas, talleres.

## Historia
El museo se inauguró en el año 2002.

## Espacio
El museo es un puente capaz de hacer circular socialmente las investigaciones sobre arte y artistas argentinos, latinoamericanos y también de aquellos referentes del movimiento moderno y contemporáneo internacional. Por esta razón, funciona además como espacio de encuentro, desarrollo y experimentación para distintas áreas de la universidad: Gestión del Arte y la Cultura, Artes Electrónicas, Ingeniería de Sonido, Historia y la Maestría en Curaduría en Artes Visuales, entre otras.
Además de las muestras de grandes maestros del arte moderno argentino e internacional que el MUNTREF ofrece desde hace años en su sede original del campus de Caseros, ahora agrega toda la compleja trama de soporte y diversidad de expresiones de lo más representativo del arte contemporáneo desde sus cuatro sedes: El Museo de Artes Visuales, el Centro de Arte Contemporáneo, Arte y Ciencia, Museo de la Inmigración.